# 托馬索·阿蘭
托馬索·阿蘭（義大利語：Tommaso Allan；1993年4月26日—）是一位意大利橄欖球運動員。他是意大利國家橄欖球隊的一員，代表意大利參加了2015年世界盃橄欖球賽。